# Hönnepel

Wappen Ritter Elbert

Hönnepel ist ein Ortsteil der Stadt Kalkar im Kreis Kleve, Nordrhein-Westfalen. Der Ort hatte 2018 903 Einwohner.

## Geschichte

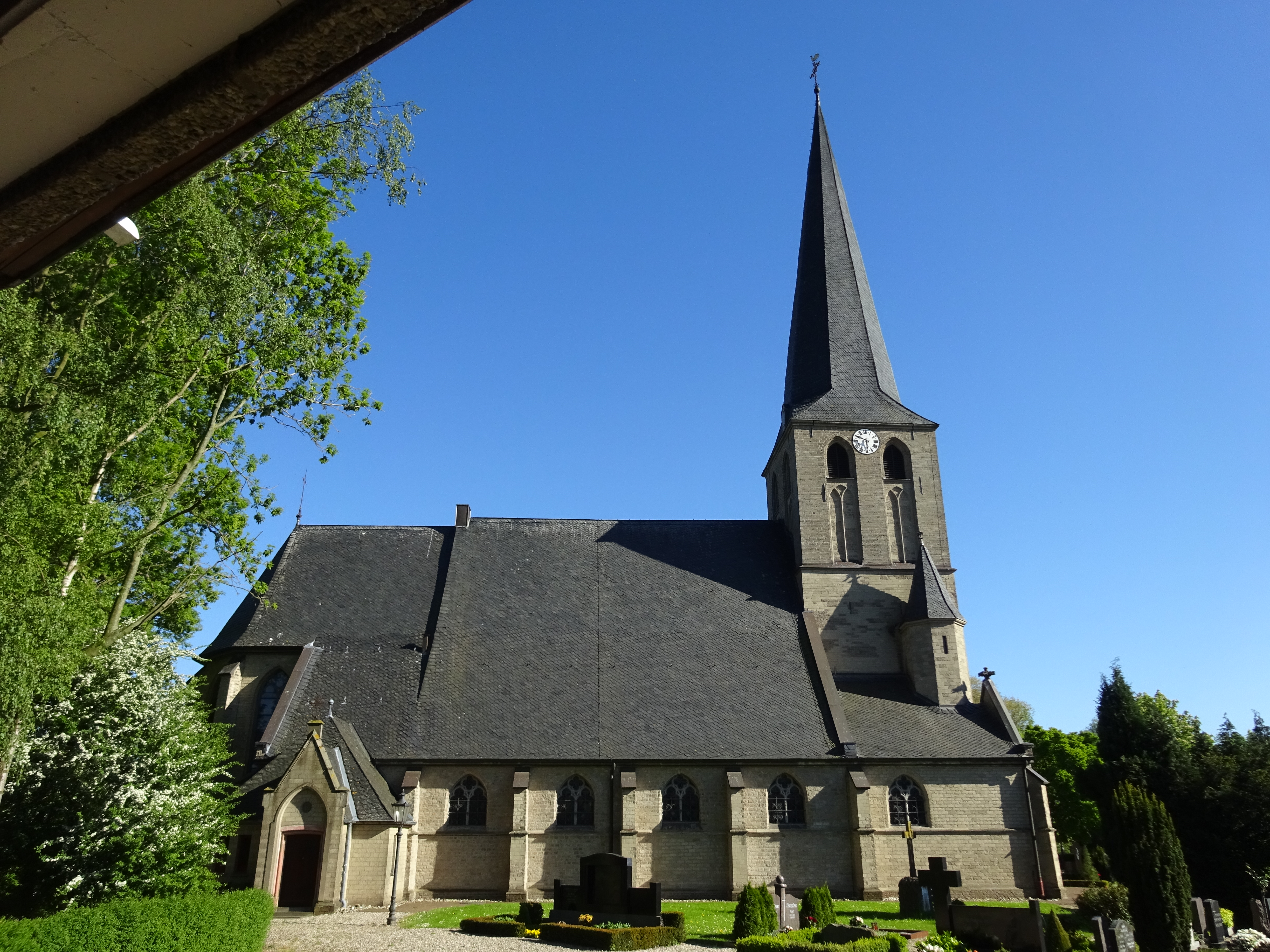
St.-Regenfledis-Kirche

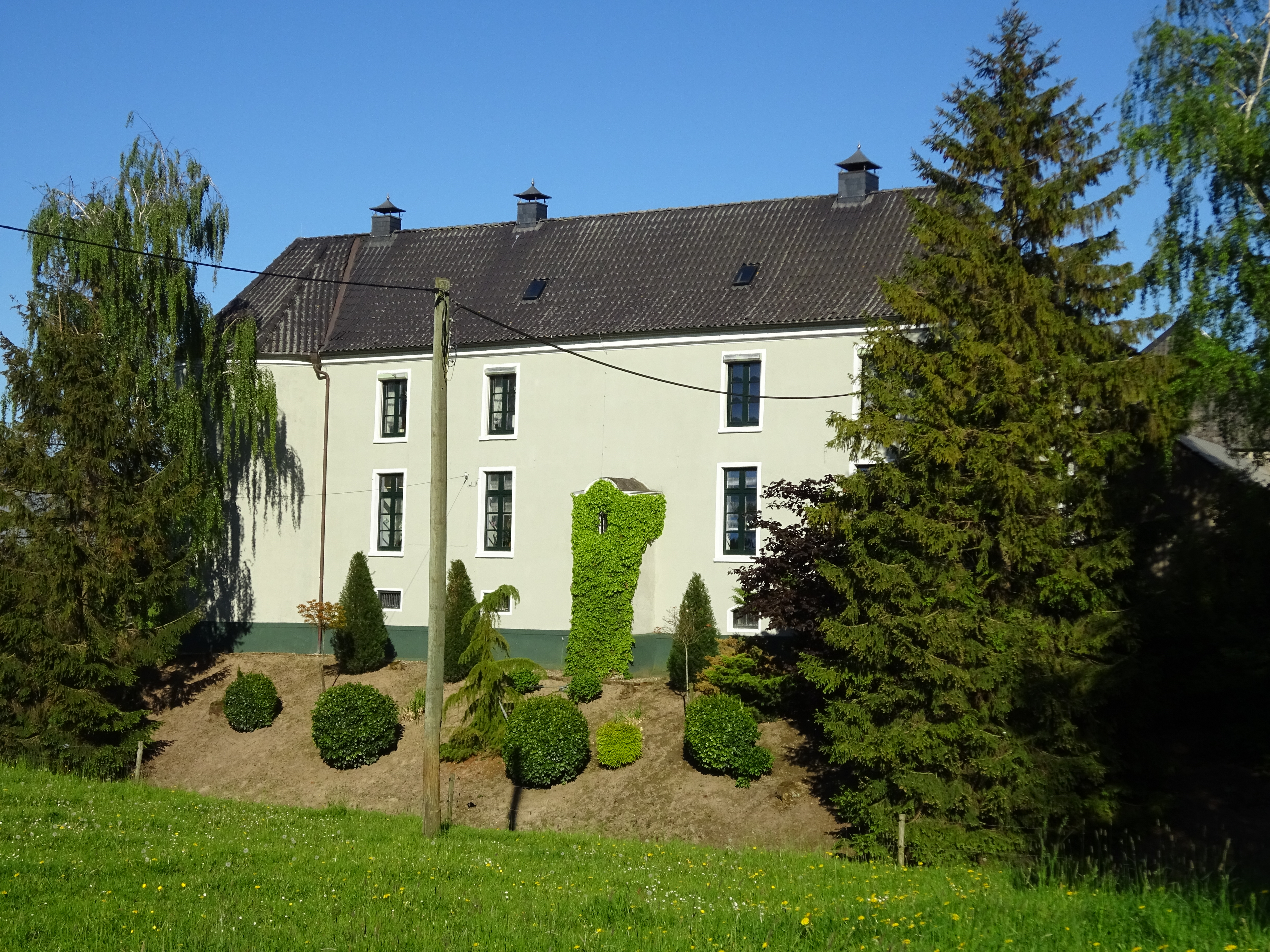
Haus Hönnepel

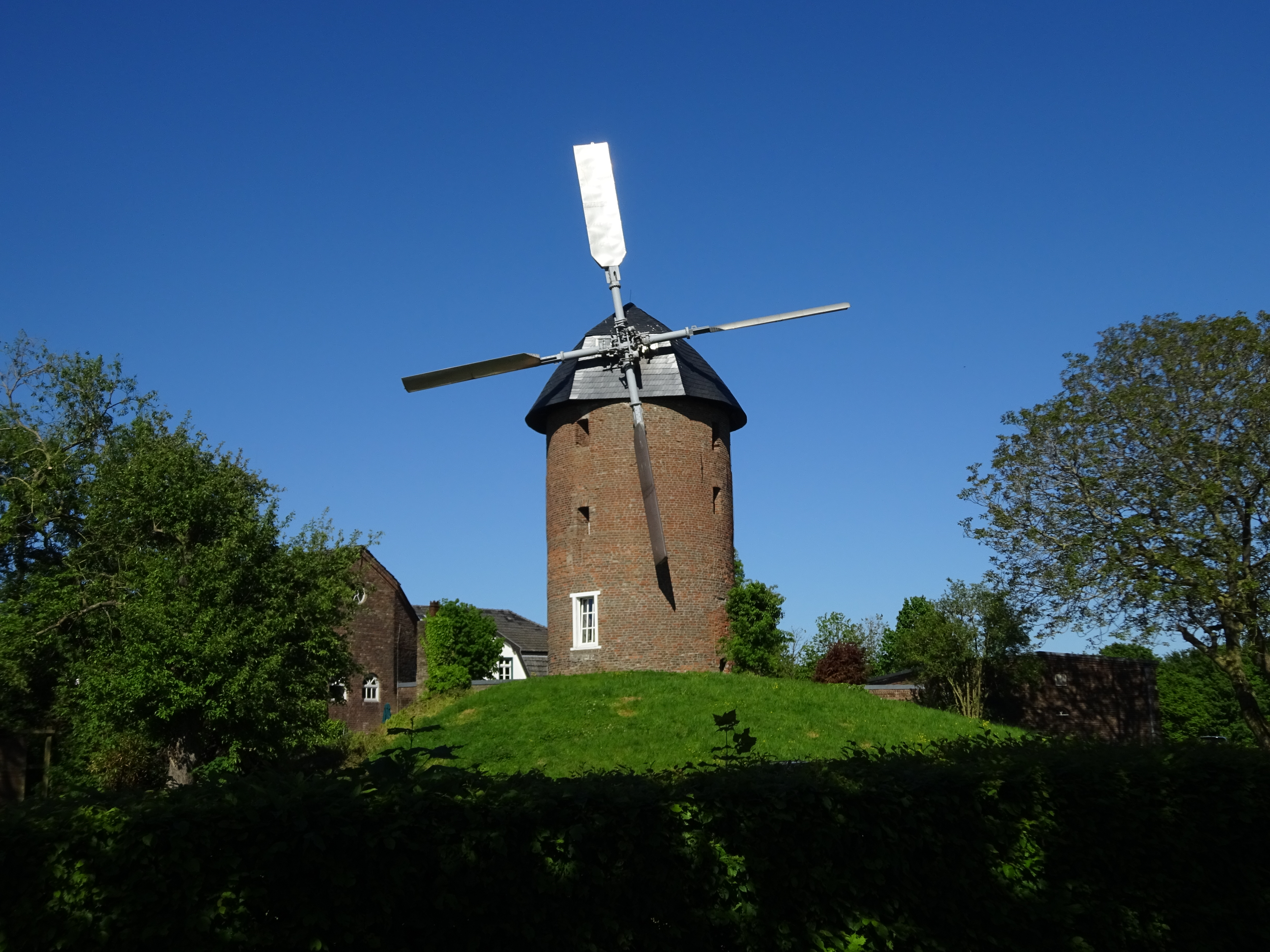
Düffelsmühle

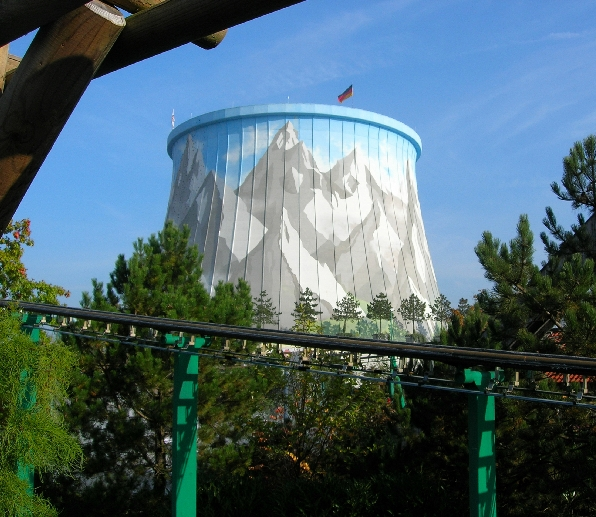
Wunderland Kalkar

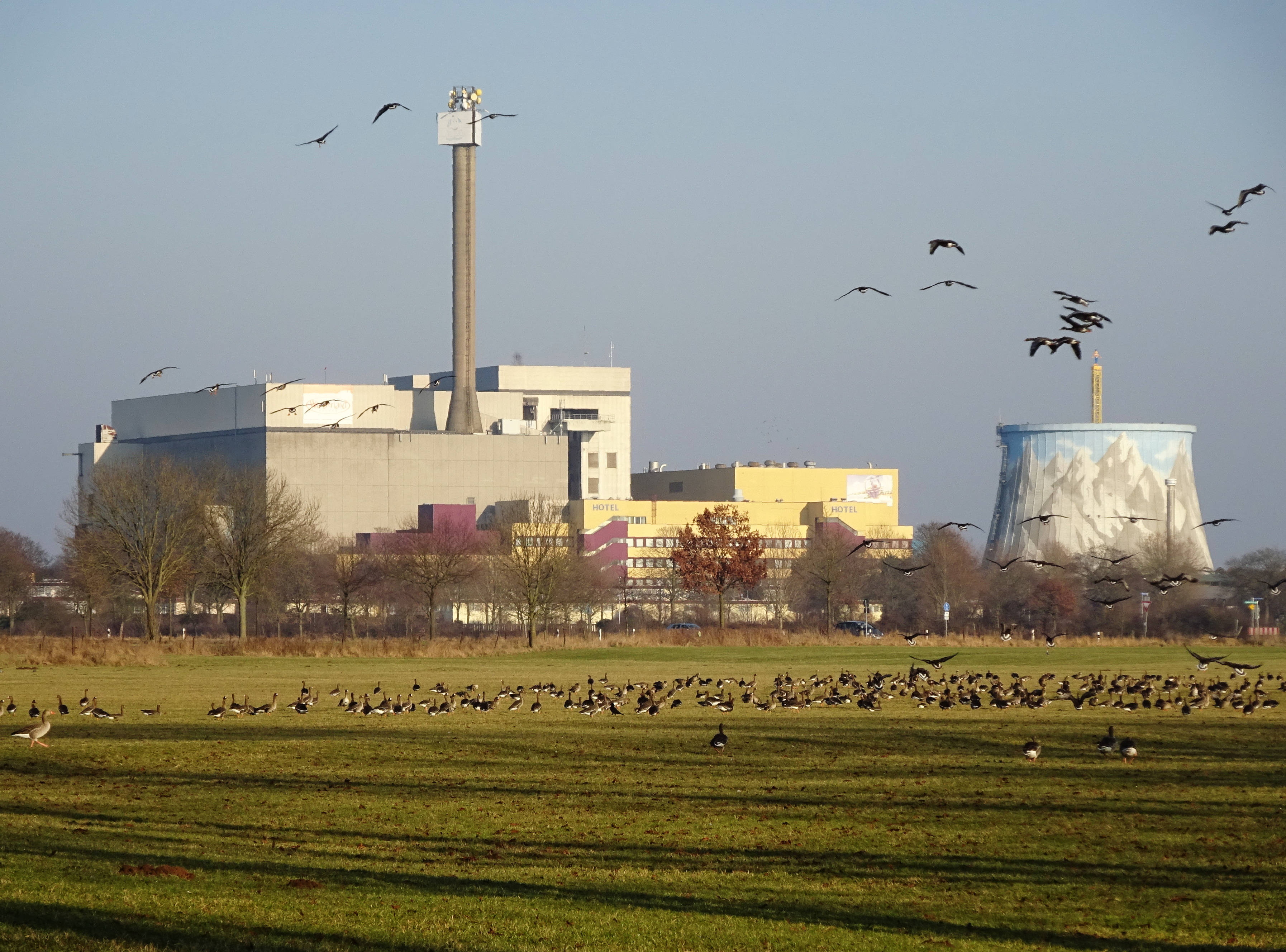
Wunderland Kalkar

Das ursprünglich auf einer Rheininsel gelegene Hönnepel wurde um 1100 erstmals erwähnt und gehörte zum Land Aspel, das 1392 vom Kölner Erzstift an die Grafschaft Kleve gelangte. Zeitweilig hat in Hönnepel eine Filiale der Abtei Denain bestanden, die ihren Hof Hönnepel 1240 an das Stift Xanten verkaufte. Die Regenfledis-Kirche wurde 1437 selbständige Pfarre; ihr heutiger Bau stammt aus dem 15. Jahrhundert und ist im 19. Jahrhundert stark umgebaut worden. Hönnepel war der Sitz der Herren von Hönnepel, von deren Burg geringe Reste erhalten sind.
Im nahe gelegenen Reichswald und im Umfeld des heutigen Ortes tobte im Frühjahr 1945 die sogenannte Schlacht im Reichswald. In dieser Schlacht um den Niederrhein wurde der Ort schwer in Mitleidenschaft gezogen.
Am 1. Juli 1969 wurde Hönnepel nach Kalkar eingemeindet.
Bei Hönnepel steht das Kernkraftwerk Kalkar (SNR-300), dessen Bau 1972 begonnen wurde, das aber wegen massiver Proteste nie ans Netz ging. Angeführt wurde der Widerstand von Josef Maas („Bauer Maas“), dessen Land man als Standort für den Brutreaktor ausgewählt hatte. Das Gelände wird heute als Freizeitpark Wunderland Kalkar genutzt.